# Aureli Błaszczok
Aureli Błaszczok (ur. 24 lipca 1955 w Gliwicach) – polski skrzypek.

## Życiorys
Ukończył Państwowe Liceum Muzyczne im. Karola Szymanowskiego w Katowicach (1974). Jest absolwentem Akademii Muzycznej im. Karola Szymanowskiego w Katowicach w klasie skrzypiec Stanisława Lewandowskiego. Na uczelni tej również wykładał. Jest laureatem wielu konkursów, m.in. VIII Międzynarodowego Konkursu Skrzypcowego im. Henryka Wieniawskiego (1981) w Poznaniu, na którym zdobył III nagrodę.
Występował w kraju i za granicą, m.in. w Niemczech, Czechach, Austrii, Rumunii, Danii, Węgrzech, Wielkiej Brytanii. Jest znakomitym interpretatorem sonat Charlesa Ivesa, utworów Grażyny Bacewicz i Karola Szymanowskiego. Dokonał prawykonania I i II Sonaty na skrzypce solo śląskiego kompozytora Aleksandra Lasonia. Utwory te zostały mu zadedykowane. Prawykonanie I Sonaty (1975) miało miejsce w Filharmonii Narodowej w Warszawie w ramach IV Festiwalu Młodych w 1978, a II Sonaty (1984) w Niemczech, w Justus-Liebig-Haus w Darmstadcie w 1985. Przez 20 lat, od sezonu 2001/2002 do 2020/2021, Aureli Błaszczok był koncertmistrzem Filharmonii w Stuttgarcie.